# Annali di Fulda
Gli Annali di Fulda (Annales Fuldenses in latino) sono delle cronache medioevali dell'VIII e IX secolo. Essi coprono un periodo di tempo abbastanza ampio della fine dell'Alto Medioevo e sono la principale fonte d'informazione sulla Germania di quel periodo.